# سفارت دانمارک در اتاوا
سفارت دانمارک در اتاوا (به انگلیسی: Embassy of Denmark) یک سفارت در کانادا است که در اتاوا واقع شده‌است.